# Parallellinjerad fältmätare
Parallellinjerad fältmätare, Mesotype parallelolineata, är en fjärilsart som först beskrevs av Anders Jahan Retzius 1783.  Enligt Dyntaxa ingår parallellinjerad fältmätare i släktet Mesotype men enligt Catalogue of Life är tillhörigheten istället släktet Colostygia. Enligt båda källorna tillhör parallellinjerad fältmätare familjen mätare, Geometridae. Arten är reproducerande i Sverige. Inga underarter finns listade i Catalogue of Life.

## Bildgalleri

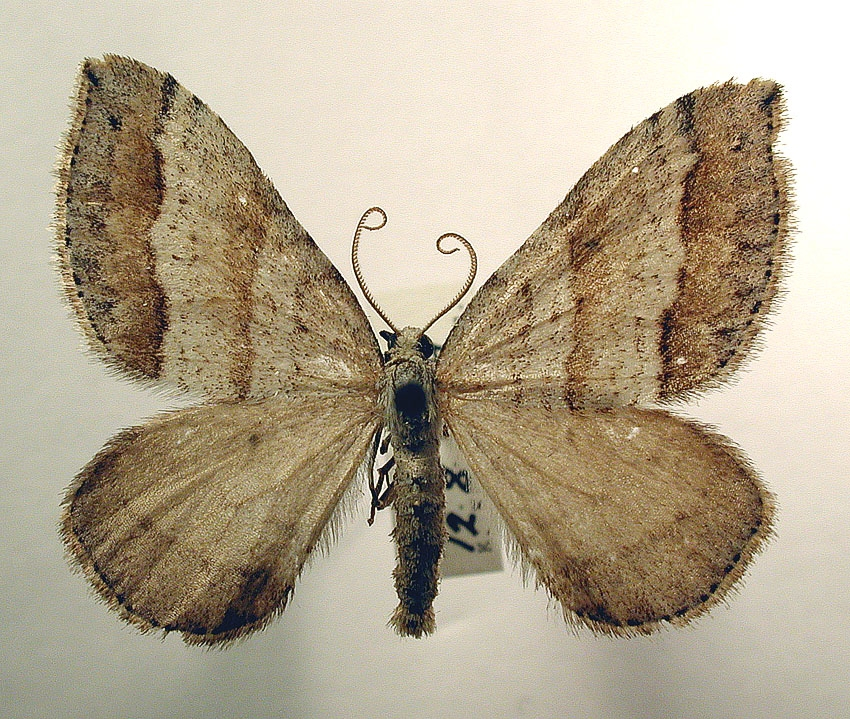